# Championnats du monde d'haltérophilie 2015
Navigation
Édition précédente Édition suivante
Les championnats du monde d'haltérophilie 2015, 82e édition des championnats du monde d'haltérophilie, ont lieu du 20 au 28 novembre 2015 au George R. Brown Convention Center de Houston, aux États-Unis.

## Médaillés

### Hommes
| Catégorie   | Or                            | Or        | Argent                         | Argent | Bronze                           | Bronze |
| 56 kg       | 56 kg                         | 56 kg     | 56 kg                          | 56 kg  | 56 kg                            | 56 kg  |
| ----------- | ----------------------------- | --------- | ------------------------------ | ------ | -------------------------------- | ------ |
| Arraché     | Wu Jingbiao Chine             | 139 kg RM | Arli Chontey Kazakhstan        | 133 kg | Om Yun-chol Corée du Nord        | 131 kg |
| Épaulé-jeté | Om Yun-chol Corée du Nord     | 171 kg RM | Wu Jingbiao Chine              | 163 kg | Nestor Colonia Philippines       | 158 kg |
| Total       | Om Yun-chol Corée du Nord     | 302 kg    | Wu Jingbiao Chine              | 302 kg | Thạch Kim Tuấn Viêt Nam          | 287 kg |
| 62 kg       |                               |           |                                |        |                                  |        |
| Arraché     | Kim Un-guk Corée du Nord      | 151 kg    | Chen Lijun Chine               | 150 kg | Valentin Hristov Azerbaïdjan     | 141 kg |
| Épaulé-jeté | Chen Lijun Chine              | 183 kg RM | Kim Un-guk Corée du Nord       | 177 kg | Valentin Hristov Azerbaïdjan     | 176 kg |
| Total       | Chen Lijun Chine              | 333 kg RM | Kim Un-guk Corée du Nord       | 328 kg | Valentin Hristov Azerbaïdjan     | 317 kg |
| 69 kg       |                               |           |                                |        |                                  |        |
| Arraché     | Daniyar Ismayilov Turquie     | 160 kg    | Oleg Chen Russie               | 160 kg | Shi Zhiyong Chine                | 158 kg |
| Épaulé-jeté | Shi Zhiyong Chine             | 190 kg    | Kim Myong-hyok Corée du Nord   | 187 kg | Roque Bredni Mexique             | 186 kg |
| Total       | Shi Zhiyong Chine             | 348 kg    | Oleg Chen Russie               | 344 kg | Daniyar Ismayilov Turquie        | 343 kg |
| 77 kg       |                               |           |                                |        |                                  |        |
| Arraché     | Lü Xiaojun Chine              | 175 kg    | Kim Kwang-song Corée du Nord   | 171 kg | Andranik Karapetyan Arménie      | 167 kg |
| Épaulé-jeté | Nijat Rahimov Kazakhstan      | 207 kg    | Elkhan Aligulizada Azerbaïdjan | 203 kg | Mohamed Mahmoud Égypte           | 201 kg |
| Total       | Nijat Rahimov Kazakhstan      | 372 kg    | Kim Kwang-song Corée du Nord   | 372 kg | Mohamed Mahmoud Égypte           | 363 kg |
| 85 kg       |                               |           |                                |        |                                  |        |
| Arraché     | Tian Tao Chine                | 178 kg    | Artem Okulov Russie            | 176 kg | Kianoush Rostami Iran            | 173 kg |
| Épaulé-jeté | Artem Okulov Russie           | 215 kg    | Kianoush Rostami Iran          | 214 kg | Apti Aukhadov Russie             | 212 kg |
| Total       | Artem Okulov Russie           | 391 kg    | Kianoush Rostami Iran          | 387 kg | Apti Aukhadov Russie             | 380 kg |
| 94 kg       |                               |           |                                |        |                                  |        |
| Arraché     | Aleksey Kosov Russie          | 181 kg    | Aurimas Didžbalis Lituanie     | 180 kg | Zhassulan Kydyrbayev Kazakhstan  | 178 kg |
| Épaulé-jeté | Vadzim Straltsou Biélorussie  | 230 kg    | Almas Uteshov Kazakhstan       | 230 kg | Zhassulan Kydyrbayev Kazakhstan  | 221 kg |
| Total       | Vadzim Straltsou Biélorussie  | 405 kg    | Almas Uteshov Kazakhstan       | 402 kg | Zhassulan Kydyrbayev Kazakhstan  | 399 kg |
| 105 kg      |                               |           |                                |        |                                  |        |
| Arraché     | Ilan Efremov Ouzbékistan      | 192 kg    | Aleksandr Zaychikov Kazakhstan | 191 kg | Simon Martirosyan Arménie        | 186 kg |
| Épaulé-jeté | David Bedzhanyan Russie       | 231 kg    | Aleksandr Zaychikov Kazakhstan | 230 kg | Sardorbek Dusmurotov Ouzbékistan | 228 kg |
| Total       | Alexandr Zaichikov Kazakhstan | 421 kg    | David Bedzhanyan Russie        | 411 kg | Artūrs Plēsnieks Lettonie        | 405 kg |
| +105 kg     |                               |           |                                |        |                                  |        |
| Arraché     | Aleksey Lovchev Russie        | 211 kg    | Lasha Talakhadze Géorgie       | 207 kg | Gor Minasyan Arménie             | 203 kg |
| Épaulé-jeté | Aleksey Lovchev Russie        | 264 kg RM | Mart Seim Estonie              | 248 kg | Lasha Talakhadze Géorgie         | 247 kg |
| Total       | Aleksey Lovchev Russie        | 475 kg RM | Lasha Talakhadze Géorgie       | 454 kg | Mart Seim Estonie                | 438 kg |

### Femmes
| Catégorie   | Or                           | Or        | Argent                        | Argent | Bronze                           | Bronze |
| 48 kg       | 48 kg                        | 48 kg     | 48 kg                         | 48 kg  | 48 kg                            | 48 kg  |
| ----------- | ---------------------------- | --------- | ----------------------------- | ------ | -------------------------------- | ------ |
| Arraché     | Jiang Huihua Chine           | 88 kg     | Vuong Thi Huyen Viêt Nam      | 85 kg  | Hiromi Miyake Japon              | 85 kg  |
| Épaulé-jeté | Ri Song Gum Corée du Nord    | 110 kg    | Jiang Huihua Chine            | 110 kg | Vuong Thi Huyen Viêt Nam         | 109 kg |
| Total       | Jiang Huihua Chine           | 198 kg    | Vuong Thi Huyen Viêt Nam      | 194 kg | Hiromi Miyake Japon              | 193 kg |
| 53 kg       |                              |           |                               |        |                                  |        |
| Arraché     | Chen Xiaoting Chine          | 101 kg    | Hsu Shu-ching Taipei chinois  | 96 kg  | Hidilyn Diaz Philippines         | 96 kg  |
| Épaulé-jeté | Hsu Shu-ching Taipei chinois | 125 kg    | Chen Xiaoting Chine           | 120 kg | Hidilyn Diaz Philippines         | 117 kg |
| Total       | Hsu Shu-ching Taipei chinois | 221 kg    | Chen Xiaoting Chine           | 221 kg | Hidilyn Diaz Philippines         | 213 kg |
| 58 kg       |                              |           |                               |        |                                  |        |
| Arraché     | Boyanka Kostova Azerbaïdjan  | 112 kg RM | Deng Mengrong Chine           | 108 kg | Sukanya Srisurat Thaïlande       | 106 kg |
| Épaulé-jeté | Boyanka Kostova Azerbaïdjan  | 140 kg    | Deng Mengrong Chine           | 137 kg | Kuo Hsing-chun Taipei chinois    | 133 kg |
| Total       | Boyanka Kostova Azerbaïdjan  | 252 kg RM | Deng Mengrong Chine           | 245 kg | Kuo Hsing-chun Taipei chinois    | 237 kg |
| 63 kg       |                              |           |                               |        |                                  |        |
| Arraché     | Deng Wei Chine               | 113 kg    | Tima Turieva Russie           | 112 kg | Karina Goricheva Kazakhstan      | 112 kg |
| Épaulé-jeté | Deng Wei Chine               | 146 kg RM | Choe Hyo-sim Corée du Nord    | 139 kg | Tima Turieva Russie              | 136 kg |
| Total       | Deng Wei Chine               | 259 kg    | Tima Turieva Russie           | 248 kg | Choe Hyo-sim Corée du Nord       | 243 kg |
| 69 kg       |                              |           |                               |        |                                  |        |
| Arraché     | Xiang Yanmei Chine           | 120 kg    | Ryo Un-hui Corée du Nord      | 116 kg | Anastasia Romanova Russie        | 116 kg |
| Épaulé-jeté | Xiang Yanmei Chine           | 143 kg    | Zhazira Zhapparkul Kazakhstan | 140 kg | Anastasia Romanova Russie        | 137 kg |
| Total       | Xiang Yanmei Chine           | 263 kg    | Zhazira Zhapparkul Kazakhstan | 256 kg | Anastasia Romanova Russie        | 253 kg |
| 75 kg       |                              |           |                               |        |                                  |        |
| Arraché     | Kang Yue Chine               | 127 kg    | Rim Jong-sim Corée du Nord    | 125 kg | Svetlana Podobedova Kazakhstan   | 121 kg |
| Épaulé-jeté | Olga Zubova Russie           | 156 kg    | Rim Jong-sim Corée du Nord    | 155 kg | Kang Yue Chine                   | 155 kg |
| Total       | Kang Yue Chine               | 282 kg    | Rim Jong-sim Corée du Nord    | 280 kg | Olga Zubova Russie               | 276 kg |
| +75 kg      |                              |           |                               |        |                                  |        |
| Arraché     | Tatiana Kashirina Russie     | 148 kg    | Meng Suping Chine             | 145 kg | Chitchanok Pulsabsakul Thaïlande | 136 kg |
| Épaulé-jeté | Tatiana Kashirina Russie     | 185 kg    | Meng Suping Chine             | 180 kg | Kim Kuk-hyang Corée du Nord      | 168 kg |
| Total       | Tatiana Kashirina Russie     | 333 kg    | Meng Suping Chine             | 325 kg | Kim Kuk-hyang Corée du Nord      | 298 kg |